# 海山神社
海山神社位於今臺灣新北市中和區員山公園內，創設時屬於臺北州海山郡中和外員山，社格是無格社，於1944年升為鄉社，主祭明治天皇、大己貴命與北白川宮能久親王，維持經費主要來自官有地的收入。其殘蹟於2005年9月13日與附近的防空壕、積穗配水池一起以「海山神社殘蹟」之名被指定為新北市古蹟。

## 沿革
海山神社的名稱來自於海山郡，為「一街庄一神社」之神社興建政策下所興建，為海山郡下設格最高之神社。其原定興建於海山郡役所所在的板橋街，但因板橋街內無合適地點，故將地點改為鄰近且同位於海山郡的中和庄，地處外員山的員山墓地旁，並與海山公園的闢建工程一起進行。海山神社於1936年8月28日舉行地鎮祭動工，於昭和十三年（1938年）5月13日舉行鎮座式落成。1944年9月13日，海山神社升格為鄉社。

第二次世界大戰後，海山神社即遭到廢棄，約在1950年代便被破壞，山下的參道興建了台新紡織，後改建為現今的公寓大廈。海山神社現在僅存階梯與第三鳥居柱礎等殘蹟。

海山神社參道石階
海山神社參道石階
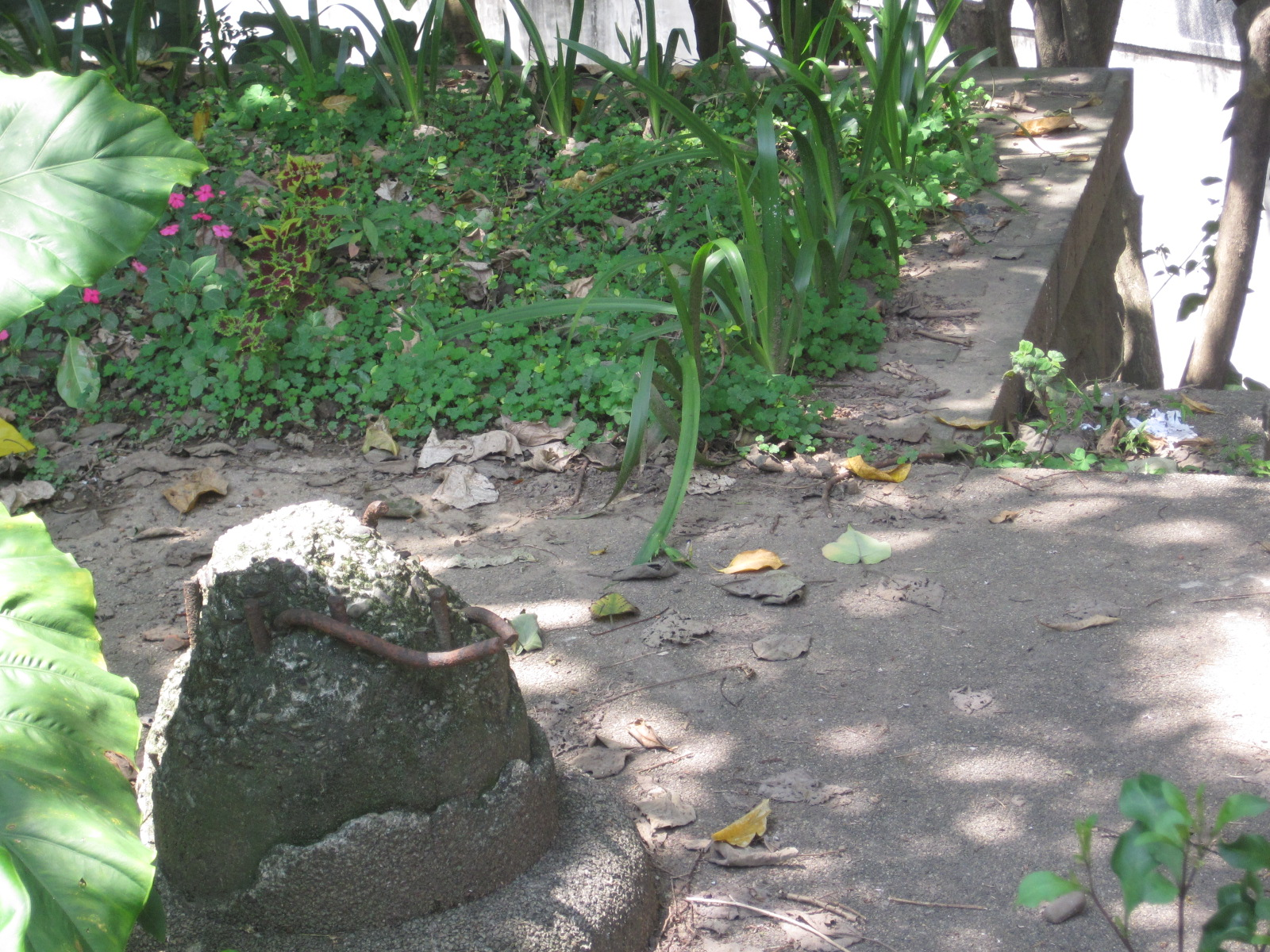
海山神社第三鳥居殘跡

## 建築
海山神社座南朝北，與一般的神社方向不同，主要是要用以體現庇護北邊的中和、板橋居民而設計。在進入第一鳥居後，為參道與神橋，步上一道階梯後為第二鳥居，之後在參道旁有狛犬、手水舍、社務所、祭器庫，再步上一道階梯（現存者）後即第三鳥居，後面是拜殿與主殿。
而在建築樣式上，海山神社的主殿與拜殿採用神明造，祭器庫是校倉造，社務所與桃園神社相似，入口為唐破風，鳥居則使用神明鳥居的型式，狛犬為唐獅子。

## 祭典
海山神社最主要的祭典是在11月3日的新穀感謝祭，會由當地警風團抬神轎遊街，此外海山郡役所也會舉辦如摔跤、劍道比賽等活動，而除此之外在元旦及其他節慶時也會舉行慶典。

## 社掌
昭和十三年（1938年）創立時社掌為兼任的建功神社社掌佐藤文一郎，隔年正式社掌為本間文人（新瀉出身）。